# Aldourie Castle

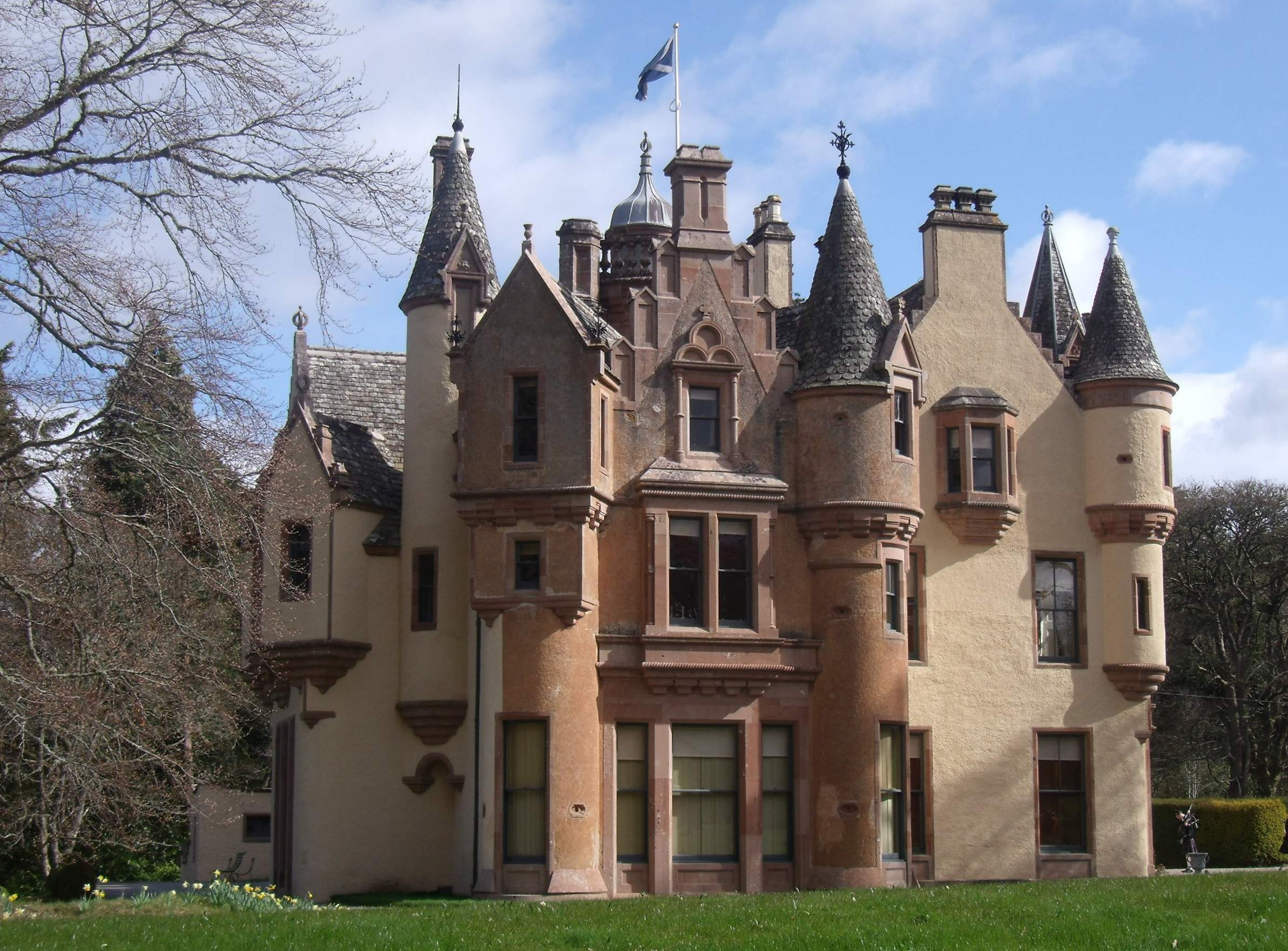
Aldourie Castle

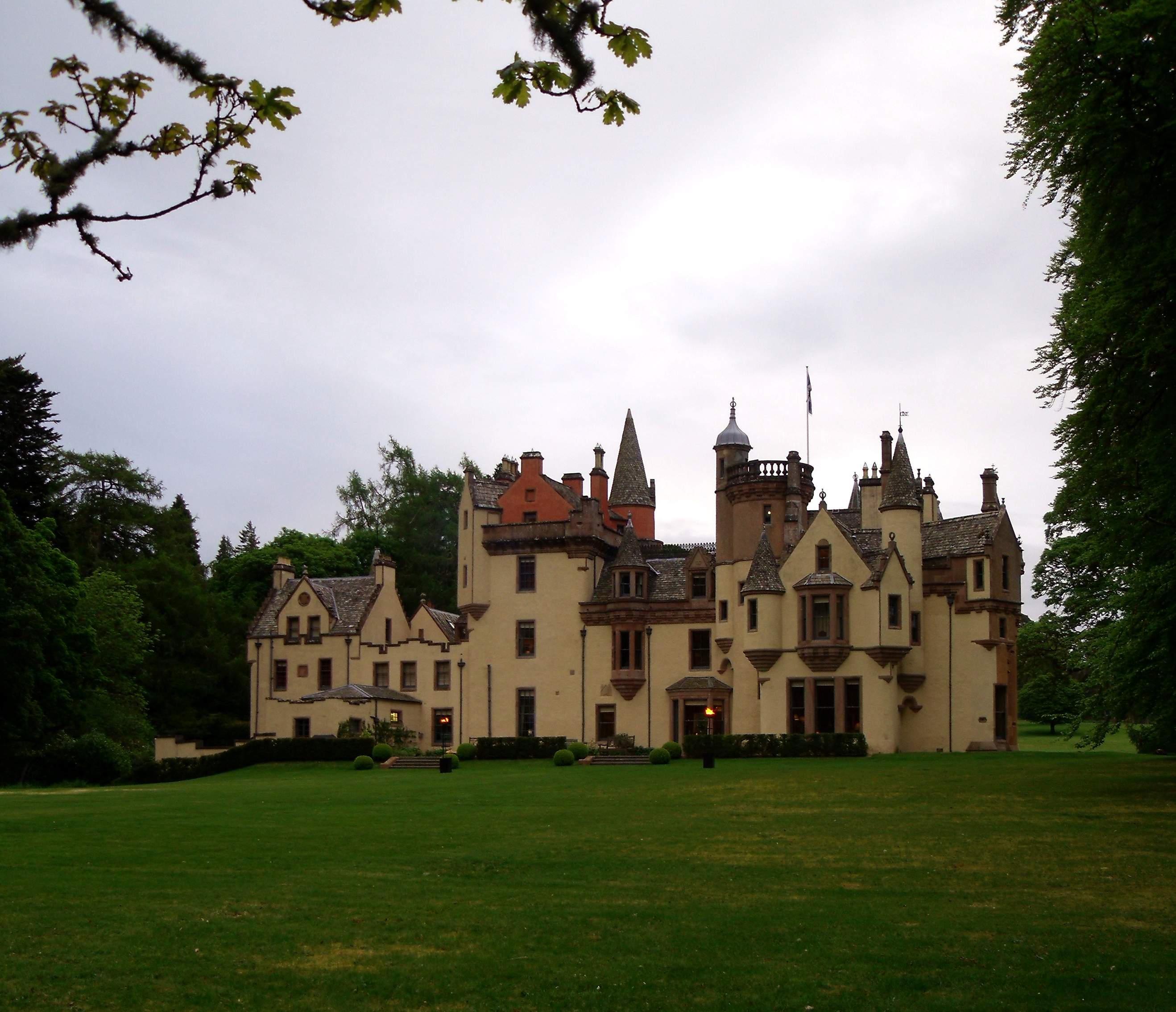
Seitenansicht

Aldourie Castle ist ein Herrenhaus nahe dem schottischen Weiler Dores in der Council Area Highland. 1971 wurde das Bauwerk in die schottischen Denkmallisten zunächst in der Kategorie B aufgenommen. Die Hochstufung in die höchste Denkmalkategorie A erfolgte 2003. Eine Zufahrtspforte des Anwesens ist außerdem separat als Kategorie-C-Bauwerk klassifiziert. Das Gesamtanwesen ist im schottischen Register für Landschaftsgärten verzeichnet. In einer von sechs Kategorien wurde das höchste Prädikat „herausragend“ verliehen.

## Geschichte
Das Baronat Aultdownie zählte 1625 zu den Besitztümern des Clans Mackintosh. Um 1626 entstanden die ältesten Fragmente von Aldourie Castle. 1765 wurde der Politiker James Mackintosh auf Aldourie Castle geboren. Er verbrachte die meiste Zeit seiner Jugend dort. Durch Heirat ging Aldourie 1776 an Alexander Fraser Tytler den späteren Lord Woodhouselee über. 1839 wurde der zweigeschossige Westflügel hinzugefügt. 1850 folgte der Nordflügel mit seinen Tourellen. Für die Entwicklung des Anwesens zu seinem heutigen Aussehen zeichnet William Fraser Tytler, Sohn des gleichnamigen Juristen, verantwortlich. Fraser Tytler war als Offizier der Ostindien-Kompanie im heutigen Bangladesch eingesetzt und bekleidete über 42 Jahre das Amt des beigeordneten Sheriffs von Inverness-shire. In dieser Phase wurde Aldourie Castle im Stil des historisierenden Scottish Baronials überarbeitet. Außerdem wurden die Gärten und Parkanlagen formalisiert. Die spätere Malerin und Sozialreformerin Mary Fraser Tytler, welche den bedeutenden britischen Maler George Frederic Watts 1886 heiratete, wuchs in dem Herrenhaus auf.
An den zahlreichen Bauphasen zwischen 1839 und 1963 waren verschiedene namhafte Architekten beteiligt. So werden die jakobinischen Ergänzungen aus dem Jahre 1839 William Burn zugeschrieben, der in diesem Zeitraum in der Region tätig war. Mackenzie & Matthews planten die Arbeiten im Jahre 1851 während Elemente von Entwürfen David Bryce’ und Peddie & Kinnears aus den frühen 1860er Jahren übernommen wurden. Mit den 1902 begonnenen Überarbeitungen wurde Robert Lorimer betraut.
2015 kaufte der dänischer Milliardär Anders Holch Povlsen für 15 Millionen £ das Schloss als Teil seiner zwölf schottischen Besitzungen. Was ihm zum größten privaten Landbesitzer in Schottland machte. Das Schloss kam man mieten.

## Beschreibung
Aldourie Castle steht isoliert am Dobhrag Burn am Südufer von Loch Ness. Dores liegt 2,5 Kilometer südlich, Inverness zehn Kilometer nordöstlich. Das zwei- bis dreigeschossige Herrenhaus gilt als herausragendes Beispiel des Scottish-Baronial-Stils. Es weist die typischen Elemente dieses Architekturstils auf, darunter Rundtürme, Ecktourellen, Erker sowie Zwerch- und Staffelgiebel. Seine Fassaden sind mit Harl verputzt, wobei die polierten Natursteineinfassungen abgesetzt sind. Sämtliche Dächer sind mit Schiefer eingedeckt. Die verschiedenen Türme schließen mit Kegeldächern oder geschweiften Hauben. Die entlang der Fassaden eingelassenen Fenster sind teils gekuppelt und mit steinernen Fensterpfosten ausgeführt.
Die ungewöhnlich ausgestalteten Torpfosten wurden um 1860 errichtet. Sie flankieren eine Zufahrt rund 300 Meter südöstlich von Aldourie House. In die stumpfen Pfosten sind zwei gusseiserne, rustikal ornamentierte Torflügel eingehängt.